# Elektronik (czasopismo)
Elektronik – ogólnopolski miesięcznik techniczny, poświęcony zagadnieniom elektroniki. Wydanie elektroniczne w postaci plików PDF można zaprenumerować bezpłatnie na stronie internetowej czasopisma.
Tematy poruszane na łamach czasopisma to:
- najnowsze wydarzenia krajowe i zagraniczne, relacje z międzynarodowych imprez,
- krajowe i zagraniczne informacje gospodarcze, raporty rynkowe dotyczące różnych sektorów elektroniki, wydarzenia techniczne, kierunki i perspektywy rozwoju elektroniki,
- artykuły techniczne, opisujące najważniejsze kwestie we współczesnej elektronice,
- prezentacje ludzi sukcesu (wywiad miesiąca) i polskich firm elektronicznych,
- nowości krajowe i światowe, dotyczące wszystkich rodzajów podzespołów elektronicznych, urządzeń, aparatury pomiarowej oraz sprzętu profesjonalnego i powszechnego użytku.